# دائرة موزاية
دائرة موزاية إحدى دوائر ولاية البليدة وتضم بلديات موزاية و عين الرمانة و الشفة.